# Oskar Simmel
Oskar Simmel SJ (* 26. November 1913 in Haar bei München; † 19. November 1986 in München) war ein deutscher Jesuit und Publizist.

## Leben
Er absolvierte das Wilhelmsgymnasium München und studierte nach dem Abitur 1933 an der Ludwig-Maximilians-Universität ein Jahr lang Philosophie. 1934 trat er in das Noviziat der Oberdeutschen Jesuitenprovinz ein. Von 1935 bis 1938 studierte er an der ordenseigenen Hochschule in Pullach Philosophie. Er studierte ab 1942 Theologie in Wien und in Pullach. Michael von Faulhaber weihte ihn am 25. Juli 1943 in St. Michael (München) zum Priester. Von 1946 bis 1948 war er in Poitiers als Kriegsgefangenenpfarrer tätig. Nach dem Terziat 1948/49 wurde er Mitarbeiter an der Zeitschrift Stimmen der Zeit. 1953 übernahm er die Schriftleitung der Zeitschrift und wurde zugleich Superior im Schriftstellerhaus in der Veterinärstraße in München. Er war vier Jahre Leiter der deutschen Abteilung von Radio Vatikan.

## Schriften (Auswahl)
- mit Robert Raphael Geis und Oskar Hammelsbeck: Männer des Glaubens im deutschen Widerstand. München 1961, OCLC 264953116.
- Wie der Geist Christen erfaßt. Charismatische Bewegung in der katholischen Kirche der USA. Berlin 1974, ISBN 3-87554-125-1.
- mit Kathryn Spink: Johannes Paul II. Im Dienste der Menschheit. München 1980, ISBN 3-7735-5073-1.
- Glaubensbuch. Überlegungen zum Apostolischen Glaubensbekenntnis. München 1986, ISBN 3-87904-085-0.